# Тимолеон Васос
Тимолеон Васос (на гръцки: Τιμολέων Βάσσος) (1836 — 1929) е генерал-лейтенант от гръцката армия, взел дейно участие в събитията на остров Крит по време на Критското въстание от 1896 – 1897 г.

## Биография
Тимолеон е роден през 1836 г. в Атина. Той е син на Васос Мавровуниотис, натурализиран в Гърция черногорец, герой от Гръцката война за независимост. Постъпва в Атинското офицерско училище (Σχολή Ευελπίδων) и след това в армията от 1855 г. През 1860 г. е произведен в чин лейтенант. През май на следващата година с още няколко офицера е обвинен в неуважително отношение към крал Отон I Гръцки и хвърлен в затвора. След прогонването на Отон I от Гърция през 1862 г. Васос взима участие в работата на Националното събрание на страната.
След това заминава за Франция, за да продължи военното си образование и след завръщането си, владеещ отлично френски и английски език, е назначен за адютант на новия гръцки крал Георгиос I. През 1890 г. получава звание полковник.
В навечерието на гръцко-турската война от 1897 г. Васос оглавява военна част от 1500 бойци, която е изпратена на намиращия се все още под османска власт остров Крит, за да защити православното гръцко население от турските зверства и разрушения. На острова Васос акостира на 24 km западно от град Ханя в залива Колимвари, където с радостни възгласи го посреща 5-хилядна тълпа критяни, и още на следващия ден той предприема настъпление, провъзгласявайки прокламация „от името на краля на елините“, че от този момент Крит е освободен от гръцката армия.
Но на Крит още преди пристигането на Васос Великите сили изпращат свои войски и на практика окупират острова. На Васос е наложена забрана да продължи към Ханя, както и да води военни действия в радиус от 6 km около града, същевременно на гръцките кораби е забранено да пречат на придвижването на турските войски. Въпреки това Васос превзема крепостта Вуколиа с подкрепата на 8 хиляди критски въстаници, а след това разгромява 4-хилядна турска войска при Ливадия. Турците губят 500 души в боя, а други 107 са пленени. Те отстъпват към Ханя, където им е оказана помощ от европейските военни части.
Васос взема участие и в дипломатическите преговори относно съдбата на Крит. Европейските държави са на мнение, че островът не бива в никакъв случай да бъде присъединен към Гърция на този етап и отправят ултиматум в този смисъл на гръцкото правителство на 2 март 1897 г. На 9 май малобройни европейски съюзнически подразделения заемат символично основните критски градове, което предизвиква бурното възмущение на критяните и само присъствието на корпуса на Васос успява донякъде да успокои населението.
Под дипломатическия натиск гръцките кораби са отзовани и военните действия прекратени.
Васос е удостоен със звание генерал-лейтенант и е назначен за командир на Атинската дивизия.
Умира през октомври 1929 г. в родната си Атина на преклонна възраст.